# Elizabeth Berkley
Pour les articles homonymes, voir Berkley.
Elizabeth Berkley, également appelée Elizabeth Berkley Lauren à partir de 2003, est une actrice américaine, née le 28 juillet 1974 à Farmington Hills (Michigan).

## Biographie
Elizabeth Berkley est mannequin "teenage" pour Elite avant de poursuivre une carrière d'actrice à la télévision et au cinéma.
Elle participe sans succès au casting pour le film Annie. Elle poursuit son travail de danseuse et participe à des ballets (Le Lac des cygnes). Elle fait du mannequinat pour l'agence Elite puis fait ses débuts en 1987 à la télévision avec un rôle dans le téléfilm Frog. De 1989 à 1993, elle interprète le rôle de Jessie Spano dans la série Sauvés par le gong (Saved by the Bell). 
En 1994, elle est auditionnée et engagée pour le rôle de Nomi Malone dans le film Showgirls. Elle était vraiment enjouée à la perspective de jouer ce rôle et est entrée en trombe dans le bureau de Paul Verhoeven en clamant qu'elle serait la prochaine star de Showgirls. Alors que le film, réalisé par le célèbre metteur en scène Paul Verhoeven, doit propulser l'actrice sur le devant de la scène, c'est en fait tout l'inverse qui se produit. Les critiques détestent le film et l'actrice en pâtit, recevant une multitude de « nominations » lors des Razzie Awards en 1995.
Les conséquences sont négatives pour la suite de sa carrière et l'actrice se retrouve principalement dans des productions de seconde zone. Elle joue toutefois dans Le Club des ex de Hugh Wilson, Une vraie blonde de Tom DiCillo, L'Enfer du dimanche d'Oliver Stone  et Le Sortilège du scorpion de jade de Woody Allen, mais elle n'y a que des rôles secondaires. À la fin des années 2000, elle joue aussi dans Donnie Darko 2 : L'Héritage du sang.
Elizabeth Berkley rebondit principalement à la télévision où, à partir de 2003, elle rejoint la série Les Experts : Miami pour interpréter le rôle de Julia Winston, l'ex-femme d'Horatio Caine et la mère de son fils. 
En 2008 et 2009, elle est élue (dans un sondage en ligne mené par PETA) la « végétarienne la plus sexy de l’année ».

### Vie personnelle
Elle se marie en 2003, à l'Esperanza Hotel de Cabo San Lucas au Mexique, avec Greg Lauren, un artiste-peintre neveu de Ralph Lauren, rencontré en 2000 lors d'un cours de danse. Elizabeth Berkley change officiellement son nom pour Elizabeth Berkley Lauren quoiqu'elle utilise toujours son nom de jeune fille à titre professionnel. Ils ont ensemble un fils, Sky Cole, né le 20 juillet 2012.
L'année de naissance de Berkley est souvent incorrectement répertoriée à l'année 1972. Dans une interview de 2008, elle déclare qu'elle est en fait née en 1974, citant à la fois sa mère et son certificat de naissance.

## Filmographie

### Cinéma
- 1988 : Platinum blonde de Dror Soref
- 1994 : Molly et Gina de Paul Leder : Kimberly Sweeny
- 1995 : Les Aventuriers de la rivière sauvage (White Wolves II: Legend of the Wild) de Terence H. Winkless : Crystal
- 1995 : Showgirls de Paul Verhoeven : Nomi Malone
- 1996 : Le Club des ex (The First Wives Club) de Hugh Wilson : Phoebe LaVelle
- 1997 : Une vraie blonde (The Real Blonde) de Tom DiCillo : Tina
- 1998 : The Taxman de Joe Pantoliano : Nadia Rubakov
- 1998 : Random Encounter de Douglas Jackson : Alicia « Allie » Brayman
- 1999 : Africa de Paul Matthews : Barbara Craig
- 1999 : Last Call de Christine Lucas : Helena
- 1999 : Tail Lights Fade (en) de Malcolm Ingram (en) : Eve
- 1999 : L'Enfer du dimanche (Any Given Sunday) d'Oliver Stone : Mandy Murphy
- 2001 : Le Sortilège du scorpion de jade (The Curse of the Jade Scorpion) de Woody Allen : Jill
- 2001 : Tequila rapido (The Shipment) d'Alex Wright : Candy Colucci
- 2002 : Ambition fatale (Cover Story) d'Eric Weston : Samantha Noble
- 2002 : Oncle Roger (Roger Dodger) de Dylan Kidd : Andrea
- 2003 : Moving Malcolm de Ben Ratner : Liz Woodward
- 2004 : Meet Market de Charlie Loventhal : Linda
- 2009 : Donnie Darko 2 : L'Héritage du sang (S. Darko: A Donnie Darko Tale) de Chris Fisher : Trudy
- 2009 : Women in Trouble de Sebastian Gutierrez : Tracy

### Télévision
- 1987 : Frog : Kathy
- 1989 - 1993 : Sauvés par le gong (série télévisée) : Jessie Spano
- 1992 : Sauvés par le gong (Saved by the Bell), épisode spécial Hawaiian Style : Jessie Spano
- 1992 : Notre belle famille (Step by Step), saison 2, épisode 4 : Lisa Morgan
- 1993 : Raven : Deborah
- 1994 : L'As des aventuriers: Bandit au Far West (Bandit: Bandit Goes Country) (téléfilm) : Beth
- 1994 : Sauvés par le gong (Saved by the Bell), épisode spécial Wedding in Las Vegas : Jessie Spano
- 2000 : Becoming Dick : Maggie
- 2001 : The Elevator : Celeste
- 2003 : Control Factor : Karen Bishop
- 2003 : Alertes à la bombe (Detonator) : Jane Dreyer
- 2003 : Dangereuse Alchimie, ou Séductrice malgré elle (Student Seduction) (téléfilm) : Christie Dawson
- 2003 : Les Experts : Renée (danseuse soirée mousse)
- 2005 : Threshold : Premier Contact, saison 1
- 2006 : New York, section criminelle (saison 5, épisode 10) : Danielle Quinn
- 2008 : Derrière les apparences (téléfilm) : Olivia Whitfield / Grace Miller
- 2009 : The L Word, saison 6, 4 épisodes : Kelly Wentworth
- 2009 : Les Experts : Miami, saisons 6 et 7 : Julia Winston
- 2011 : Un ticket gagnant pour Noël (Lucky Christmas) (téléfilm) : Holly
- 2014 : Melissa & Joey (1 épisode) : Dr Katherine Miller
- 2015 : The Tonight Show Starring Jimmy Fallon (1 épisode) : Jessie Spano
- 2016 : New Girl (1 épisode) : Becky Cavatappi
- 2020-2021 : Saved by the Bell, 20 épisodes : Jessica Spano
- 2023 : The Idol (6 épisodes)
- 2025 : Cobra Kai (Saison 6 : Part 3, épisode 2) : Winnie

### Autres
- 1990 : À toutes les filles... de Didier Barbelivien et Felix Gray (clip)
- 1997 : Armitage III : Poly Matrix (vidéo) : Naomi Armitage (voix)

## Distinctions

### Récompenses
- Razzie Awards 1996 : Pire nouvelle star pour Showgirls

### Nominations
- Young Artist Awards 1990 : meilleure jeune distribution pour Sauvés par le gong partagée avec Tiffani Thiessen, Mark-Paul Gosselaar, Mario Lopez, Dustin Diamond et Lark Voorhies.
- Young Artist Awards 1992 : meilleure jeune actrice pour Sauvés par le gong
- Young Artist Awards 1993 : meilleure jeune actrice pour Sauvés par le gong
- Razzie Awards 1996 : Pire actrice pour Showgirls
- Razzie Awards 2000 : Pire actrice du siècle pour Showgirls
- Razzie Awards 2000 : Pire révélation de la décennie pour Showgirls

## Divers
Elle est candidate à la saison 17 de Dancing with the Stars en 2013[source secondaire souhaitée].